# Звенигородский, Алексей Юрьевич
Князь Алексей Юрьевич Звенигородский (ок. 1614—1687) — стольник, голова и воевода во времена правления Михаила Фёдоровича и Алексея Михайловича. Рюрикович в XXII колене, из княжеского рода Звенигородские.
Сын стольника князя Юрия Андреевича Спячего-Звенигородского († после 1627). Братья — князья Юрий и Семён Спячие-Звенигородские.

## Биография
Упоминается в чине стольника (1636—1658).
«Дневал и ночевал» у гроба царевича Ивана Михайловича (27 января и 18 февраля 1639), то же самое у гроба царевича Василия Михайловича(24 апреля 1639).
Стольник и воевода в Брянске (1646—1648). Сопровождал царя Алексея Михайловича во время его поездки в село Коломенское (30 декабря 1650), в Звенигород (09 марта 1651).
Находился в свите боярина Василия Васильевича Бутурлина, отправленного в Киев к запорожскому гетману Богдану Хмельницкому для принятия в русское подданство Малороссии (октябрь 1653).
Глава жильцов в царском полку во время похода русской армии под предводительством царя Алексея Михайловича на Смоленск (1654). Сотенный голова у жильцов в полку князя Фёдора Фёдоровича Куракина под Дубровной (август 1654).
Второй воевода в Смоленске (1655—1656). Назначен воеводой в Белгород (1659). Участвовал в церемонии приема грузинского царевича Николая Давидовича (08 мая 1660). При встрече цесарских послов голова у 3-й сотни дворян (1661).
Имел дом в Москве у Егорья в Лушках (1638). Вместе с братом Семёном получил во владение поместья своего покойного отца (1644) и унаследовал его вотчины (1651). В разное время владел вотчинами в Вологодском, Коломенском, Московском, Ярославском, Тульском и Костромских уездах.
Умер († 1687), после его смерти поместья переданы князю Т. Т. Звенигородскому († 1688).

## Семья и дети
Женат дважды:
1. Анна Петровна Строганова (1616—1645), дочь крупного промышленника и купца Петра Семёновича Строганова (1583—1639), от брака с которой детей не имел.
2. Елена, фамилия и происхождение которой неизвестны.

Дети от второго брака:
- Княжна Анна Алексеевна Звенигородская (по родословной росписи не показана).
- Княжна Екатерина Алексеевна Звенигородская — жена князя Ивана Перфильевича Шаховского (1636—1716).